# Ok103
Ok103 – polskie oznaczenie na PKP parowozu pospiesznego bawarskiej serii S 3/5 N, o układzie osi 2'C. Polska posiadała w okresie międzywojennym jeden parowóz tej serii. Istniała także wersja lokomotywy S 3/5 H na parę przegrzaną. Obie wersje produkowane były w latach 1903–1911 i następnie służyły na kolejach niemieckich jako serie 174 i 175.

## Rozwój i produkcja
Parowóz serii S3/5N kolei bawarskich był budowany w latach 1903–1907 w liczbie 39 sztuk przez fabrykę Maffei w Monachium. Miał układ osi 2'C i wykorzystywał czterocylindrowy silnik sprzężony na parę nasyconą. Oznaczenie S 3/5 N według klasyfikacji bawarskiej oznaczało lokomotywę pospieszną (S), pięcioosiową, w tym 3 osie wiązane (3/5), na parę nasyconą (N – Nassdampf).
Lokomotywy S 3/5 N budowano w dwóch seriach produkcyjnych – pierwszej w liczbie 13 sztuk w latach 1903–1904 (numery: 3301-3313) i drugiej w liczbie 26 sztuk w latach 1904–1907 (numery: 3314-3328 i 3330-3340). W drugiej serii zwiększono z 335 do 340 mm średnicę cylindrów wysokiego ciśnienia oraz podniesiono ciśnienie w kotle z 14 do 16 atmosfer, niewielkim zmianom uległ sam kocioł i wzrosła też masa (służbowa z 69,3 do 69,8 t).
Dalsze 30 sztuk, wyprodukowane w latach 1906–1911, zostało wyposażonych w przegrzewacz Schmidta. Oznaczone były jako seria S 3/5 H i nosiły numery 3329, 3341-3369.

## Służba po I wojnie światowej
W latach 20. niemieckie lokomotywy S 3/5 N rekonstruowano z zastosowaniem przegrzewacza pary. Liczba płomieniówek zmniejszyła się do 169, za to zastosowano 18 płomienic. Powierzchnia ogrzewalna kotła spadła do 164,4 m², powierzchnia przegrzewacza wynosiła 36,76 m². Nieco wzrosła masa własna do 64,9 t i służbowa do 71-71,9 t.
W okresie międzywojennym, po przejęciu kolei bawarskich przez koleje niemieckie (DRG), parowozy S 3/5 N otrzymały numer serii (Baureihe) 174 (numery 17 401 – 17 420), a serii S 3/5 H numer 175 (17 501 – 17 524). Wycofano je ze służby do 1948 roku.
Na PKP służyła w okresie międzywojennym jedna lokomotywa serii S3/5N, pierwotny numer 3333, oznaczona jako Ok103-1 (zaliczona mylnie do grupy lokomotyw osobowych, a nie pospiesznych). W 1920 roku stacjonowała w Dyrekcji Warszawa. Ponadto, 13 lokomotyw serii S3/5N i 4 S/35H zostało przekazane po I wojnie światowej kolejom francuskim, 5 lokomotyw S3/5N – kolejom Alzacji-Lotaryngii, a 2 S3/5H – Belgii.

## Opis
Parowóz pospieszny o układzie osi 2'C, z czterocylindrowym silnikiem sprzężonym na parę nasyconą (S 3/5 N) lub parę przegrzaną (S 3/5 H). Silnikowa była pierwsza oś wiązana, napędzana za pomocą korb przez cylindry niskiego ciśnienia, umieszczone na zewnątrz ostoi i za pomocą osi wykorbionej przez cylindry wysokiego ciśnienia, umieszczone wewnątrz ostoi. Charakterystyczną cechą tych lokomotyw, wskazującą na ich pospieszne przeznaczenie, były lekko stożkowe drzwi do dymnicy.
Cylindry niskiego ciśnienia w serii S 3/5 N miały średnicę 570 mm, a wysokiego ciśnienia: 335 mm (pierwsza seria) lub 340 mm (druga seria). W serii S 3/5 H cylindry niskiego/wysokiego ciśnienia miały średnicę odpowiednio 590/360 mm. W pierwszej serii S 3/5 N ciśnienie w kotle wynosiło 14 atmosfer, a w drugiej serii oraz w serii S 3/5 H – 16 atmosfer. Ruszt w pierwszej serii S 3/5 N miał powierzchnię 3,27 m², a w pozostałych: 3,22 m². W lokomotywach na parę nasyconą kocioł miał 278 płomieniówek o średnicy 45,5/50 mm, zwiększonej do 47,5/52 w drugiej serii, przy tym powierzchnia ogrzewalna kotła zmalała w drugiej serii z 210,5 do 205,5 m². W lokomotywach S 3/5 H kocioł miał 167 płomieniówek o średnicy 47,5/52 oraz 18 płomienic, a powierzchnia ogrzewalna kotła wynosiła 162,5 m², natomiast powierzchnia przegrzewacza – 34,5 m².
Rozstaw osi skrajnych parowozu we wszystkich wersjach wynosił 8850 mm, parowozu z tendrem: 16 712 mm, a stały rozstaw osi 4500 mm.
Tender serii bawarskiej 2'2' T 21,8 bay, o pojemności skrzyni wodnej 21,8 m³, pojemności skrzyni na węgiel 7,5 m³, masie własnej 21,7 t i służbowej 51 t.